# 카제이로 휴가
카제이로 휴가(일본어: 風色 日向 かぜいろ ひゅうが[*], 6월 23일 - )는 다카라즈카 가극단 소라구미에 소속된 남역이다.
도쿄도 네리마구 출신, 구립카이신제4중학교 출신이다. 키 175cm, 애칭은 "휴ー가(ひゅーが)", "히나코(ひなこ)", "카제이로와 나니이로(風の色は何色)"이다.

## 약력
2014년, 다카라즈카 음악학교에 입학, 음악학교 문화제에서 연극 부분에서 주연을 맡았다.
2016년, 다카라즈카 가극단 102기생으로 입단. 호시구미 공연 「박쥐/ THE ENTERTAINER!」로 초무대. 이후 소라구미에 배속.
2019년, 「El Japón -이스파니아의 사무라이-」로 신인공연 첫 주연. 입단 4년차 때의 발탁이다.
2022년, 「NEVER SAY GOODBYE」로 2번째 신인공연 주연. 코로나바이러스 확산으로 인해, 다카라즈카 대극장에서의 신인공연은 중지, 도쿄 극장에서만 신인공연이 열렸다.

## 인물
어렸을 때부터 노래가 좋아서, 뮤지컬이 친근했다.
중학교 1학년때 다카라즈카 첫 관극. 찬란한 의상, 반짝거리는 세계에 마음을 빼앗겨, 큰 키를 살릴 수 있는 다카라즈카를 목표로 삼았다.
디즈니 애니메이션 「포카혼타스」 안에서 흘러나오는 노래 가사에서 따와 예명을 카제이로(風色)로 정했다.

## 주요 무대
| 기간 (월)       | 소속 | 제목                             | 공연장                                 | 배역                                            | 비고                                  |
| --------------- | ---- | -------------------------------- | -------------------------------------- | ----------------------------------------------- | ------------------------------------- |
| 2016년          |      |                                  |                                        |                                                 |                                       |
| 3- 4            | 호시 | 박쥐                             | 다카라즈카 대극장                      |                                                 | 초무대                                |
| 3- 4            | 호시 | THE ENTERTAINER!                 | 다카라즈카 대극장                      |                                                 | 초무대                                |
| 7 - 10          | 소라 | 엘리자베스 -사랑와 죽음의 론도-  | 다카라즈카 대극장 도쿄 다카라즈카 극장 |                                                 |                                       |
| 2017년          |      |                                  |                                        |                                                 |                                       |
| 2 - 4           | 소라 | 왕비의 관 -Château de la Reine-  | 다카라즈카 대극장 도쿄 다카라즈카 극장 |                                                 |                                       |
| 2 - 4           | 소라 | VIVA! FESTA!                     | 다카라즈카 대극장 도쿄 다카라즈카 극장 |                                                 |                                       |
| 6               | 소라 | 퍼셜 타임 트래블 시공 끝에       | 바우홀                                 | 중세의 남자                                     |                                       |
| 8 - 11          | 소라 | 신들의 토지                      | 다카라즈카 대극장 도쿄 다카라즈카 극장 | 로만 포촘킨 (신인공연)                          | 본역 : 루카제 히카루                  |
| 8 - 11          | 소라 | 클래식 비쥬                      | 다카라즈카 대극장 도쿄 다카라즈카 극장 |                                                 |                                       |
| 2018년          |      |                                  |                                        |                                                 |                                       |
| 1               | 소라 | WEST SIDE STORY                  | 도쿄국제포럼                           | 샤크스의 남자                                   |                                       |
| 3 - 6           | 소라 | 하늘은 붉은 강가                 | 다카라즈카 대극장 도쿄 다카라즈카 극장 | 주다 하스파스루피 / 율두즈 슈바스 (신인공연)    | 본역 : 루카제 히카루                  |
| 3 - 6           | 소라 | 시트러스의 바람                  | 다카라즈카 대극장 도쿄 다카라즈카 극장 |                                                 |                                       |
| 10 - 12         | 소라 | 백로의 성                        | 다카라즈카 대극장 도쿄 다카라즈카 극장 |                                                 |                                       |
| 10 - 12         | 소라 | 이인들의 르네상스                | 다카라즈카 대극장 도쿄 다카라즈카 극장 | 추기경 (신인공연) / 집사 / 터키 댄서 (신인공연) | (추기경) 본역 : 미레이 준             |
| 2019년          |      |                                  |                                        |                                                 |                                       |
| 2 - 3           | 소라 | 군도 -Die Räuber-                | 드라마시티 일본청년관                  | 코진스키 / 감독원                               |                                       |
| 4 - 7           | 소라 | 오션스 11                        | 다카라즈카 대극장 도쿄 다카라즈카 극장 | 라이너스 콜드웰 (신인공연)                      | 본역 : 카즈키 소라                    |
| 8 - 9           | 소라 | 추억의 바르셀로나                | 전국투어                               |                                                 |                                       |
| 8 - 9           | 소라 | NICE GUY!!                       | 전국투어                               |                                                 |                                       |
| 11 - 2020년 2월 | 소라 | El Japón -이스파니아의 사무라이- | 다카라즈카 대극장 도쿄 다카라즈카 극장 | 키치나이 카마타 하루미치 (신인공연)             | 본역 : 마카제 스즈호 신인공연 첫 주연 |
| 11 - 2020년 2월 | 소라 | 아쿠아비테!!                     | 다카라즈카 대극장 도쿄 다카라즈카 극장 |                                                 |                                       |
| 2020년          |      |                                  |                                        |                                                 |                                       |
| 8               | 소라 | 장려제 (壮麗帝)                  | 드라마시티                             | 노예상인 / 무스타파                             |                                       |
| 2021년          |      |                                  |                                        |                                                 |                                       |
| 6 - 9           | 소라 | 셜록 홈즈 -The Game Is Afoot!-   | 다카라즈카 대극장 도쿄 다카라즈카 극장 | 맥퍼슨 J. 모리아티 대좌 (신인공연)              | 본역 : 시도 류                        |
| 6 - 9           | 소라 | Délicieux -감미로운 파리-        | 다카라즈카 대극장 도쿄 다카라즈카 극장 |                                                 |                                       |
| 11 - 12         | 소라 | 프로미세스, 프로미세스           | 드라마시티 도쿄건물 Brillia HALL       | 에디                                            |                                       |
| 2022년          |      |                                  |                                        |                                                 |                                       |
| 2 - 3           | 소라 | NEVER SAY GOODBYE                | 다카라즈카 대극장                      | 한스                                            |                                       |
| 4 - 5           | 소라 | NEVER SAY GOODBYE                | 도쿄 다카라즈카 극장                   | 한스 조르주 말로 (신인공연)                     | 본역 : 마카제 스즈호 신인공연 주연    |
| 6 - 7           | 소라 | 카르트 와인                      | 도쿄건물 Brillia HALL 드라마시티       |                                                 |                                       |

## 출연 이벤트
- 2017년 12월, 다카라즈카 스페셜 2017『쥬템므・레뷰 -몽・파리 탄생 90주년-』 (코러스)
- 2018년 7월, 『다카라즈카 파리제 2018』

## 광고 출연
- 2021년 10월 ~ , 다이킨 공업 『우루사라X』